# نمایش لونی تونز
نمایش لونی تونز (انگلیسی: The Looney Tunes Show) یک کمدی موقعیت انیمیشنی آمریکایی است که توسط برادران وارنر انیمیشن تولید شده و از ۳ مه ۲۰۱۱ تا ۲ نوامبر ۲۰۱۳ به مدت دو فصل در کارتون نت‌ورک پخش شده است. این مجموعه شامل شخصیت‌هایی از کارتون‌های کوتاه لونی تونز و مری ملودیز به فرمت یک کمدی موقعیت است که در آن باگز بانی و دافی داک به همراه هم در یک محله زندگی می‌کنند و به سبک خود با مسائل مختلفی دست و پنجه نرم می‌کنند. بسیاری از قسمت‌ها همچنین شامل یک قسمت موسیقی تحت عنوان مری ملودیز هستند، و فصل اول همچنین شامل پویانمایی‌های کوتاه رایانه‌ای است که در آن‌، حرکات جدید بین کایوت و رودرانر نمایش داده می‌شود.
این مجموعه نقدهای متفاوتی از منتقدان دریافت کرد که به خاطر سبک بصری و صداپیشگی آن را ستودند، اما نویسندگی، عدم جاه‌طلبی و انحرافات از منبع اصلی را مورد انتقاد قرار دادند.

## پیش‌فرض
نمایش لونی تونز حول زندگی باگز بانی می‌چرخد، که پس از اختراع پوست‌کن‌های هویج که به او حق امتیاز می‌دهند، صاحب یک خانه در حومه شهر است، و دافی داک، که هم‌خانه باگز است، در حالی که با مسائل و مشکلات مختلفی که با آنها مواجه می‌شوند، کنار می‌آیند. برخی از این مشکلات ناشی از سبک زندگی نسبتاً بد دافی است. این دو در محله‌ای زندگی می‌کنند که توسط تعدادی از شخصیت‌های مشهور لونی تونز، از جمله یوزمیتی سم، مادربزرگ، گاسمر و اسپیدی گونزالس، احاطه شده است. همچنین هر دو باگز و دافی دوست‌دخترانی به نام‌های لولا بانی و تینا روسو و دوستی منظم با پورکی پیگ دارند. شخصیت‌های دیگر لونی تونز مانند المر فاد، فوگهون لنگهورن و سیلوستر و توئیتی نقش‌های کمتری دارند ولی به نوعی در داستان‌ها شرکت می‌کنند.
برخلاف دیگر تولیدات لونی تونز، این مجموعه کمتر بر کمدی بزن‌بکوب و شوخی‌های بصری تمرکز داشت و بیشتر بر عناصر کمدی موقعیت مانند مثلث‌های عشقی، اشتغال و هم‌خانه‌ها تأکید داشت. هر قسمت معمولاً شامل حداقل دو داستان با محوریت باگز و دافی است و گاهی اوقات توسط شخصیت‌های دیگر هدایت می‌شود.
علاوه بر داستان‌های اصلی هر قسمت، داستان معمولاً شامل یک مری ملودیز بود – موزیک ویدئوهای ۲ تا ۴ دقیقه‌ای که شخصیت‌های کلاسیک را در حال اجرای آهنگ‌های جدید و اصلی به تصویر می‌کشیدند. فقط در فصل اول، این نمایش همچنین شامل پویانمایی‌های کوتاه رایانه‌ای جدید با حضور کایوت و رود رانر و یک سری شیطنت‌های جدید بین آنها بود.

## قسمت‌ها
| فصل | قسمت‌ها | پخش اصلی (اولین پخش) | پخش اصلی (آخرین پخش) |
| --- | ------ | -------------------- | -------------------- |
| ۱   | ۲۶     | ۳ مه ۲۰۱۱            | ۷ فوریه ۲۰۱۲         |
| ۲   | ۲۶     | ۲ اکتبر ۲۰۱۲         | ۲ نوامبر ۲۰۱۳        |

## شخصیت‌ها

### اصلی
- باگز بانی (صداپیشه: جف برگمن) – زندگی‌ای از راحتی طبقه متوسط بالایی را سپری می‌کند، که ناشی از درآمد حاصل از یک پوست‌کن هویج محبوب که او اختراع کرده است؛ برخلاف نسخه‌های زیرزمینی در کارتون‌های کوتاه سینمایی، باگز در یک خانه خوب و مجهز زندگی می‌کند، یک خودروی کامپکت می‌راند و برای دافی داک جا و غذا فراهم می‌کند. باگز وقتش را با تماشای ورزش‌ها یا کمدی‌های تلویزیونی، وقت‌گذراندن با دوستان و همسایگانش و قرار گذاشتن با لولا بانی می‌گذراند.
- دافی داک (صداپیشه: جف برگمن) – بهترین دوست باگز بانی است. بر خلاف باگز، دافی فردی ناچیز، پرحرف، بی‌کار و استفاده‌گر است که هیچ راهی برای کسب درآمد ندارد و برای غذا و سرپناه به باگز وابسته است. او همچنین دارای طبعی پرهزینه است زیرا از دوستانش چیزهای بسیار بیشتری طلب می‌کند نسبت به آنچه که شایسته آن است و از پورکی، دیگر «بهترین دوست» خود بهره‌کشی زیادی می‌کند.
- پورکی پیگ (صدا پیشه: باب برگن) – بهترین دوست دوم باگز و دافی است. با وجود اینکه او فردی باهوش و کتاب‌دوست است، پورکی ویژگی معصوم و ساده‌لوحی دارد که دافی معمولاً از آن به نفع خود استفاده می‌کند و پورکی را فریب می‌دهد تا مقادیر زیادی پول خرج کند یا وی را در طرح‌های عجیب و غریب همراهی کند. پورکی در ابتدا در یک شغل خسته‌کننده به عنوان حسابدار کار می‌کرد، اما بعد از تجربه باگز، اخراج شد و سپس شرکت پذیرایی خود را راه‌اندازی کرد. در «جان عزیز»، نشان داده می‌شود که پورکی در شورای شهر خدمت کرده است. در اواخر مجموعه، پورکی رابطه‌ای با پتونا آغاز می‌کند و در «اینجا می‌آید خوک» از فصل ۲ انجام می‌شود. در «بهترین دوستان ردوکس»، دافی با نسخه جوان پورکی ملاقات می‌کند و اطمینان می‌دهد که پورکی با باگز و رودنی در کلبه‌اش دوستان خوبی می‌شود و در نهایت یک عمل محبت‌آمیز را به پورکی نشان می‌دهد.
- اسپیدی گونزالس (صداپیشه: فرد ارمیسن) – موش مکزیکی فوق‌العاده سریعی است که با باگز و دافی زندگی می‌کند و به عنوان «موش دیوار» در کنار آنها است و دارای یک پیتزا فروشی به نام پیزاریبا می‌باشد. اسپیدی یکی از شخصیت‌های باهوش‌تر و متعادل‌تر است زیرا از ابراز نظرات خود هراسی ندارد (حتی گاهی در برابر باگز ایستادگی می‌کند، با اینکه در یک سوراخ موش در خانه باگز زندگی می‌کند) و گاهی اوقات به عنوان وجدان دافی عمل کرده است.
- یوسمیت سم (صداپیشه: موریس لامارچ) – گاوچرانی تندخو است که یکی از همسایگان باگز و دافی به شمار می‌رود. سم ادعای دروغگو بودن، دزد بودن و حقه‌باز بودن دارد؛ مانند شخصیتش در کارتون‌های اصلی، هرچند در این نمایش به‌طور قابل توجهی کمتر بی‌رحم و بیشتر با اصول اخلاقی و خوش‌خوی است و قلبی طلایی دارد. نام کامل او ساموئل روزنبام فاش شده است. تمایل دارد.
- لولا بانی (صداپیشه: کریستن ویگ) – شریک وسواسی باگز بانی است که عادت به صحبت کردن سریع دارد، صرف‌نظر از اینکه آیا کسی به او گوش می‌دهد یا نه. زمانی که آنها برای اولین بار همدیگر را ملاقات می‌کنند، باگز عاشق او می‌شود، اما پس از اینکه متوجه می‌شود لولا چقدر دیوانه و عجیب است، از او بیزار می‌شود و اغلب سعی می‌کند از کنار او دور شود. لولا یک وسواس بزرگ به باگز بانی پیدا می‌کند که دافی در ابتدا آن را ترسناک می‌داند، اما در قسمت‌های بعدی دافی و لولا دوستان می‌شوند، زیرا هیچ یک از آنها چندان باهوش نیستند.
- تینا روسو (صداپیشه: جنیفر اسپوزیتو در فصل ۱، انی مامولو در فصل ۲) – شخصیتی جدید و خاص در این نمایش است. او یک اردک زرد رنگ و دوست‌دختر دافی است. تینا در یک فروشگاه کپی به نام «مکان کپی» کار می‌کند. او شخصیتی جدی و بدون حاشیه دارد. این شخصیت در ابتدا در قسمت آزمایشی Laff Riot با نام ماریسول مالارد شناخته می‌شد.[۵]

### تکرارشونده
- شیطان تاسمانی (صداپیشه: جیم کامینگز) - در این نمایش، شیطان تاسمانی مانند شیطان تاسمانی اصلی راه رونده بر روی چهار پا به تصویر کشیده شده و چشم‌های او برافروخته و سرخ رنگ است (بعد زرد می‌شود به وسیله حقه رام کردنی که اسپیدی گونزالس به باگز آموزش می‌دهد). در ابتدا، باگز تصور می‌کند که تاس یک سگ است و او را با وجود ناراحتی دافی به عنوان یک حیوان خانگی نگه می‌دارد. در نهایت، وقتی که باگز حقیقت را می‌فهمد، تلاش می‌کند تا او را به تاسمانیا برگرداند فقط برای این که بفهمد آیا تاس ترجیح می‌دهد با او زندگی کند یا نه. وقتی که تاس دافی را اذیت نمی‌کند، بعضی اوقات سعی می‌کند سیلوستر را بخورد. در قسمت "سفر مسخره"، تاس برای اولین بار در سریال حرف می‌زند و با سیلوستر و توئیتی تشکیل تیم می‌دهد تا از دست "بلاکو جاکو شلاکو" فرار کنند.
- مک (صداپیشه: راب پالسن) و تاش (صداپیشه: جس هارنل) - دو موش کیسه دار که فروشگاه عتیقه‌ای را می‌گردانند.
- پیت پوما (صداپیشه: جان کسیر) - یک شیر کوهی تیره رنگ کندهوش که یکی از دوستان دافی داک است و شغل‌های متنوعی در شهر دارد.
- ماروین د مارتین (صداپیشه: اریک بااوزا) - یک مریخی که یکی از دوستان دافی داک است.
- جادوگر لیزاه (صداپیشه: روز ریان) - یک جادوگر که در همسایگی باگز بانی زندگی می‌کند. جادوگر لیزاه هم چنین یک هیپنوتیزم درمانگر فریبکار است.
- گاسومر (صداپیشه: کووسی بوآکی) - یک هیولای بزرگ قرمز سرگرم‌کننده که پسر جادوگر لیزاه است. در تصاد با شخصیت پردازی‌های پیشین، گاسومر یک خجالتی خوش قلب به تصویر کشیده شده‌است.
- اما وبستر "مادربزرگ" (صداپیشه: جون فوری به عنوان بزرگسال، و استفانی کورتنی به عنوان جوانی مادربزرگ) - یک خانم پیر که یکی از همسایه‌های باگز بانی است. مادربزرگ یک جاسوس متفقین در جنگ جهانی دوم نشان داده شده‌است. در قسمت "اردک بزرگ قدیمی یورک،" نشان داده می‌شود که مادربزرگ پیانو درس می‌دهد.
- سیلوستر (صداپیشه: جف برگمن) - گربه سیاه و سفید مادربزرگ که همیشه سعی در خوردن توئیتی دارد، اما وقتی مادربزرگ او را می‌گیرد شکست می‌خورد.
- توئیتی (صداپیشه: جف برگمن) - قناری زرد مادربزرگ که توسط سیلوستر مورد آزار و اذیت قرار می‌گیرد. توئیتی هم چنین به عنوان جاسوس متفقین در جنگ جهانی دوم و هنگام جوانی مادربزرگ نمایش داده می‌شود.
- فاگ هورن لگ هورن (صداپیشه: جف برگمن) - فاگ هورن لگ هورن یک خروس ثروتمند است که شغل‌های مختلفی داشته‌است. او و دافی اغلب برنامه‌های مختلفی با هم دارند.
- په‌په لو پیو (صداپیشه: جف برگمن) – پپه لو پیو یک راسوی بدبوی فرانسوی است که با لهجهٔ ایتالیایی حرف می‌زند.
- المر فاد (صداپیشه: بیلی وست) – المر فاد مردی ساده‌لوح و کوچک اندام است.
- کایوت و رودرانر - کایوت و رودرانر بخش‌های پویانمایی رایانه‌ای کوتاهی است که در فصل اول نمایش داده می‌شود.

### شخصیت‌های دیگر
- دکتر ویسبرگ (صداپیشه: گری مارشال) - دکتر ویسبرگ یک پزشک است که اغلب باگز و دیگران به او مراجعه می‌کنند.
- والتر بانی (صداپیشه: جان اوهرلی) - پدر لولا بانی.
- پاتریکا بانی (صداپیشه: گری دلیسل در فصل یک، و وندی مک لندن کاوی در فصل دو) - مادر لولا بانی.
- کارول (صداپیشه: گری دلیسل) - یک زن زیبای بلوند که دستیار و راننده لیموزین فاگ هورن لگ هورن است که سعی می‌کند (و شکست می‌خورد) که برای فاگ هورن لگ هورن دلیل تراشی کند.
- جوجه شاهین (صداپیشه: بن فالکون) - یک جوجه شاهین که دوست دارد مرغ‌ها را هدف قرار دهد (و بخورد).
- لاک‌پشت سسیل (صداپیشه: جیم رش) یک لاک‌پشت که به عنوان نماینده خدمات مشتری در شرکت ترنس-ورژن کار می‌کند. او بعدها تبدیل به یک کلاهبردار و دشمن باگز بانی می‌شود.
- فرانک روسو (صداپیشه: دنیس فارینا) - پدر تینا روسو.
- اسلوپوک رودریگز (صداپیشه: هاگ دویدسون) - پسرخاله اسپیدی گونزالس که کلانتر تاکاپولکو در مکزیک است.
- هوگو آدم‌برفی منعطف (صداپیشه: جان دیماجیو) - یک یتی که در آلاسکا زندگی می‌کند.
- بلاکو جاکو شلاکو (صداپیشه: موریس لامارچ) - یک راننده جاده که پسرخاله کانادایی یوسمیت سم است.
- سه خرس (صداپیشه: موریس لامارچ، گری دلیسل و جان دیماجیو) - یک خانواده خرس شامل هنری خرسه، مامان خرسه و خرس کوچولو.
- بیکی لاشخور (صداپیشه: جیم کامینگز) - یک لاشخور که همه را در کویر و در یک بالن هوا خلاص می‌کند.
- پتیونیا پیگ (صداپیشه: کتی میکسون) - یک خوک که پورکی رابطه‌ای را با او در «این‌جا خوک می‌آید» آغاز می‌کند.
- رادنی خرگوشه (صداپیشه: چاک دیزی) - یک خرگوش که دوست قدیمی باگز (از دوران دبستان و کمپ تابستانی) است.

## تولید
نمایش لونی تونز در ابتدا به عنوان لونی تونز لاف ریوت طراحی شده بود، یک نمایش "وفادار به کلاسیک‌ها" که از فیلم‌های کوتاه اصلی لونی تونز تقلید می‌کرد و در ژوئیه ۲۰۰۹ توسط برادران وارنر انیمیشن اعلام شد. با این حال، به دلیل عدم رضایت مقامات، این طرح کنار گذاشته شد و بعداً به نمایش کمدی‌محور نمایش لونی تونز تبدیل شد که در ۳ مه ۲۰۱۱ در شبکه کارتون نت‌ورک پخش شد. این نمایش شامل طراحی شخصیت‌های جدیدی است که توسط هنرمند مستقر در اتاوا، جسیکا بوروتسکی، انجام شده‌اند و در ابتدا برای لونی تونز لاف ریوت طراحی شدند و سپس برای مجموعه نهایی دوباره طراحی شدند. نسخه آزمایشی لاف ریوت در ۴ سپتامبر ۲۰۲۰ منتشر شد.
همان‌طور که در اکثر کمدی موقعیت‌های انیمیشنی مدرن مانند سیمپسون‌ها و فمیلی گای رایج است، این مجموعه از خنده پس‌زمینه استفاده نمی‌کند.
این پویانمایی توسط یریم و راف درافت کره به همراه تون سیتی انیمیشن در فصل اول تولید شده است. کارتون‌های کوتاه کایوت و رودرانر نیز توسط کرو۹۷۲ تولید شدند.

### لغو
در ۲۹ ژوئیه ۲۰۱۴ اعلام شد که مجموعه برای فصل سوم تمدید نخواهد شد.

## انتشار در نمایش خانگی
| نام دی وی دی                    | قسمت‌ها | تاریخ انتشار |
| ------------------------------- | ------ | ------------ |
| سه بسته سرگرمی: نمایش لونی تونز | ۱۲     | ۸ می ۲۰۱۲    |
| محله می‌رود                      | ۱۴     | ۷ اوت ۲۰۱۲   |

قسمت اول به عنوان یک جایزه ویژه در لونی تونز: فرار خرگوش‌ها منتشر شد.

## موسیقی
دو آلبوم از آهنگ‌های نمایش توسط واترتاور میوزیک گردآوری شد:
- آهنگ‌های نمایش لونی تونز، فصل یک (۲۰۱۲)
- آهنگ‌های نمایش لونی تونز، فصل دو (۲۰۱۳)

## بازخورد
بازخورد به نمایش لونی تونز مختلف بود. با وجود آن که صداگذاری آن ستایش شد، سریال به خاطر عدم رعایت محدوده‌های کارتونی اش، طراحی شخصیت‌ها، تغییر شخصیت و نوع «سبک کمدی موقعیت» آن که شامل شخصیت‌هایی می‌شد که در حومه شهر زندگی می‌کردند مورد انتقاد شدید قرار گرفت. نمایش، به هر حال، همواره محبوب باقی ماند، و در هر قسمت به‌طور میانگین ۲ میلیون بیننده را به دست آورد.
در یک مصاحبه در سال ۲۰۱۰ با سی بی اس نیوز، انیماتور سریال، جسیکا براتسکی، در پاسخ به انتفاد طرفداران به طراحی شخصیت‌های جدید سریال گفت که شخصیت‌های جدید برای بزرگسالان طراحی شده‌اند و حالا زمانی برای یک نسل جدید برای ملاقات با شخصیت هاست. بروتسکی گفت: «یک طراحی جدید و تازه تنها راه برای زنده نگه داشتن شخصیت هاست.» مورخ کارتون کریس رابینسون هم چنین اشاره کرد که نشانی شخصیت‌ها برای طرفداران پاک شدنی نیست، و این که طرفداران تغییر را نمی‌پذیرند. «{طرفداران} خیلی به این چیزها وابسته شدند.» رابینسون گفت: «این به‌طور قوی از کودکی آن‌ها سرچشمه می‌گیرد و آن‌ها قادر به ترک آن‌ها نیستند.»

### جوایز و نامزدها
نمایش لونی تونز در سه بار برای جایزه امی ساعت پربیننده نامزد شد.
| سال  | مراسم                   | دسته‌بندی           | نامزد شدگان                                                     | نتیجه     |
| ---- | ----------------------- | ------------------ | --------------------------------------------------------------- | --------- |
| ۲۰۱۱ | جایزه امی ساعت پربیننده | عملکرد صدای برجسته | باب برگن - برای صدای پورکی پیگ - قسمت "زندان بان و زندان بان"   | نامزد شده |
| ۲۰۱۲ | جایزه امی ساعت پربیننده | عملکرد صدای برجسته | کریستن ویگ - برای صداپیشگی لولا بانی - قسمت "قرار دوگانه"       | نامزد شده |
| ۲۰۱۳ | جایزه امی ساعت پربیننده | عملکرد صدای برجسته | باب برگن - برای صدای پورکی پیگ - قسمت "ما به دنبال قارچ بزرگیم" | نامزد شده |

## فیلم ویدئویی
یک فیلم ویدئویی، لونی تونز:فرار خرگوش‌ها در ۳۰ آوریل ۲۰۱۵ به همراه یک تریلر منتشر شد. این فیلم در ۴ اوت ۲۰۱۵ منتشر شد با وجود آن که زودتر از آن در ۷ ژولای ۲۰۱۵ به وسیله وال مارت منتشر شده بود.

## پخش
نمایش لونی تونز برای اولین بار در تاریخ ۳ می ۲۰۱۱ و در ایالات متحده، تا ۳۱ اوت ۲۰۱۴ از کارتون نتورک پخش شد. در استرالیا، دو فصل سریال از ۹گو! شروع به پخش کرد؛ و فاکستال چنل در کارتون نتورک.